# Église Notre-Dame-de-l'Annonciation de Pihen-lès-Guînes
L’église Notre-Dame-de-l’Annonciation est une église située à Pihen-lès-Guînes dans le Pas-de-Calais en France. Elle est utilisée par l’Église catholique, et se rattache à la paroisse Saint Martin au Pays des Sources, dans le doyenné du Calaisis du diocèse d’Arras.
Le chœur, seul à subsister du XIIIe siècle, est à trois pans. Les murs de craie sont étayés par des contreforts. Selon l’abbé Daniel Haigneré, il existait autrefois entre le chœur et la nef, une tour offrant des arcades romanes.
Elle fut incendiée au XVIe siècle.
La nef a été reconstruite vers le milieu du XIXe siècle.